# 부분입체 이성질체
부분입체 이성질체(部分立體異性質體, 영어: diastereomer)는 입체 이성질체 중에서 완전한 광학 반전이 아닌 즉 광학 이성질체 관계가 아닌 이성질체를 가리킨다. 광학 이성질체의 혼합물에 다른 광학 이성질체를 화합시키면 부분입체 이성질체가 형성되므로 광학 이성질체를 분리할 수 있다. 이는 자신의 왼손으로 상대의 왼팔을 붙잡은 것과 자신의 오른손으로 상대의 왼팔을 붙잡은 것이 다른 것과 같다. 부분입체 이성질체로서 자신 안에서 대칭 중심이 존재하지만 완전한 광학 활성은 아닌 물질을 메조 화합물이라고 한다.

## 거울상
화학에서 하나의 물질이 다른 물질을 거울에 비친 것과 같은 구조이며, 물리적ㆍ화학적 성질은 같으나 광학 활성은 반대로 나타나는 서로 거울상인 두 물질의 관계를 거울상 관계라고 정의했을 때 부분입체 이성질체는 입체 이성질체 중 서로 완전한 거울상 관계에 있지 아니한 부분적인 입체 이성질체로 완전한 광학 반전이 일어나지 않은 것을 가리킨다.

## 메소화합물
메조 화합물은 분자 내에 두 개 이상, 짝수 개의 카이랄 원자단이 존재하여 분자 자체로 대칭성이 있는 아키랄 구조의 화합물이다. 분자 내 카이랄 중심들은 상호 거울상 관계에 있는 구조를 하고 있고, 따라서 광학적으로 상쇄하면서 불활성이다.

## 같이 보기
- D/L 지적
- 이성질체
- 구조 이성질체
- 입체 이성질체
- 거울상 이성질체
- 기하 이성질체
- 형태 이성질체
- 회전 이성질체